# Domenico III Orsini d'Aragona, XVII duca di Gravina
Domenico III Orsini d'Aragona, XVII duca di Gravina, VIII principe di Solofra (Napoli, 23 novembre 1790 – Roma, 18 aprile 1874), è stato un nobile e politico italiano.

## Biografia
Nato a Napoli il 23 novembre 1790, Domenico era figlio del principe Domenico (erede di Filippo Bernualdo, XVI duca di Gravina) e di sua moglie, la principessa Faustina Caracciolo di Torella. Suo padre morì pochi mesi prima della sua nascita e pertanto egli fu allevato dal nonno Filippo Bernualdo che lo avviò ai propri primi studi a Napoli, trasferendosi dal 1806 a Roma ove ebbe modo di studiare matematica e scienze morali presso il Collegio romano dei gesuiti.
Rimasto all'estero per un breve periodo, il 6 febbraio 1823 rientrò nella città eterna per sposare Maria Luisa Torlonia, figlia di Giovanni. Questo ricco matrimonio gli portò una dote sufficiente ad appianare i propri debiti e dall'anno successivo, con la morte del nonno, si ritrovò a capo della propria casata. Ottenne contestualmente il titolo di assistente al soglio pontificio ed entrando così a far parte a pieno titolo della corte pontificia.
Attento alla politica dello Stato della Chiesa della sua epoca, fu propenso a una serie di riforme seppur moderate, in particolare in campo economico, finanziario e amministrativo. Nel 1832, papa Leone XII lo nominò direttore del Consiglio di Liquidazione che aveva il compito di controllare e gestire il debito pubblico dello stato nonché di pagare le pensioni, i sussidi ai militari ed ai civili che ne avessero diritto, gli assegni caritativi. Si avvalse in questo compito del consiglio di personaggi di spicco per la sua epoca come Giuseppe Maria Sbregondi, consigliere del primo ministro austriaco Metternich che si trovava in quegli anni in missione diplomatica a Roma, senza ad ogni modo trarre particolari vantaggi nell'amministrazione del patrimonio della chiesa. Di fronte a crescenti difficoltà, nel 1834 venne destituito dal proprio incarico ma, contemporaneamente, il nuovo papa Gregorio XVI lo nominò senatore di Roma, carica che mantenne sino al 1847. Tale carica, onorifica ma lucrativa, fu oggetto di un sonetto di Giuseppe Gioacchino Belli.
Con l'elezione al soglio pontificio di papa Pio IX nel 1846, per l'Orsini si inaugurò un nuovo periodo: entrò a far parte di una commissione presieduta dal cardinale Ludovico Altieri, la quale aveva il compito di proporre le linee guida per una completa riforma del comune di Roma, poi definitivamente attuata con un motuproprio del 1847 dallo stesso pontefice. Già nel 1837, ad ogni modo, era stato posto capo di una delegazione che aveva ricevuto il compito di occuparsi dei disagi provocati, soprattutto nella popolazione più giovane, dall'epidemia di colera recentemente scoppiata nello Stato Pontificio, e che giunse a toccare anche Roma. Il suo operato si rivolse dunque all'organizzazione di un ricovero per gli ammalati presso Santa Galla con una capacità di ospitare 500 malati al giorno, mettendo a disposizione della causa anche la propria villa di Castel Gandolfo per quei giovani che avessero perso i genitori a causa del colera.
Nel 1840 la perdita della figlia Maria, nata appena due anni prima, gli procurò una forte crisi che lo tenne lontano per alcuni mesi dalla vita pubblica. Nello stesso anno, grazie alla garanzia di Alessandro Torlonia, ottenne nuovi crediti dalla Cassa di Risparmio di Roma che gli consentì di compiere degli investimenti immobiliari nel Regno di Napoli.
Con la costituzione emanata da Pio IX nel 1848, l'Orsini entrò a far parte dell'Alto consiglio di stato col ruolo di questore. Poco prima della costituzione della Repubblica Romana, ad ogni modo, riuscì a trasferirsi a Napoli. Nel marzo 1849, a seguito di un decreto dell'Assemblea costituente repubblicana che prevedeva un prelievo forzoso dai cittadini più abbienti, venne costretto a pagare la somma di 747 scudi, cifra di cui pretese la restituzione una volta restaurato il governo pontificio.
Caduta la Repubblica, nell'agosto del 1849 fu chiamato a ricoprire il delicato incarico di ministro della guerra, venendo poi rimpiazzato il 16 febbraio 1850 dal generale Guglielmo De Kalbermatten, venendo poi richiamato il 1º novembre di quello stesso anno e sino al luglio dell'anno successivo.
Nel febbraio 1857 fu nuovamente nominato senatore di Roma, carica che tenne fino al novembre 1858. Nel gennaio 1860 manifestò pubblicamente, insieme a una deputazione di rappresentanti dell'alta nobiltà romana, la propria fedeltà a Pio IX, dopo la perdita delle legazioni a favore del costituendo stato sabaudo italiano. Ad ogni modo, dalla metà degli anni '60 dell'Ottocento, si disse favorevole ad una graduale apertura dello Stato della Chiesa verso il Regno d'Italia, per ragioni perlopiù di opportunità commerciale e finanziaria.
Dopo il 1870 e l'annessione di Roma al Regno d'Italia, diede il proprio pieno appoggio però alla politica di Pio IX che esortava continuamente l'aristocrazia romana a non occuparsi della cosa pubblica del neonato regno; suo figlio invece si candidò e venne eletto al consiglio comunale di Roma.
Morì a Roma nel suo palazzo il 18 aprile 1874, in seguito ad una malattia che lo aveva da mesi immobilizzato.

## Albero genealogico
|                                             |                   |                                                         | Genitori                                      |  |  | Nonni |  |  | Bisnonni                  |  |  | Trisnonni                                     |  |
|                                             |                   |                                                         |                                               |  |  |       |  |  | Domenico Orsini d'Aragona |  |  | Ferdinando Bernualdo Filippo Orsini d'Aragona |  |
|                                             |                   |                                                         |                                               |  |  |       |  |  | Domenico Orsini d'Aragona |  |  | Ferdinando Bernualdo Filippo Orsini d'Aragona |  |
|                                             |                   | Giacinta Marescotti Ruspoli                             |                                               |  |  |       |  |  | Domenico Orsini d'Aragona |  |  |                                               |  |
| Filippo Bernualdo Orsini d'Aragona          |                   |                                                         |                                               |  |  |       |  |  | Domenico Orsini d'Aragona |  |  |                                               |  |
|                                             |                   | Anna Paola Flaminia Odescalchi                          | Baldassarre Odescalchi, I principe Odescalchi |  |  |       |  |  |                           |  |  |                                               |  |
|                                             |                   | Anna Paola Flaminia Odescalchi                          | Baldassarre Odescalchi, I principe Odescalchi |  |  |       |  |  |                           |  |  |                                               |  |
|                                             |                   | Anna Paola Flaminia Odescalchi                          | Eleonora Maddalena Borghese                   |  |  |       |  |  |                           |  |  |                                               |  |
| Domenico Orsini d'Aragona                   |                   | Anna Paola Flaminia Odescalchi                          |                                               |  |  |       |  |  |                           |  |  |                                               |  |
|                                             |                   | Marino Francesco I Caracciolo, VII principe di Avellino | Francesco Marino II Caracciolo                |  |  |       |  |  |                           |  |  |                                               |  |
|                                             |                   | Marino Francesco I Caracciolo, VII principe di Avellino | Francesco Marino II Caracciolo                |  |  |       |  |  |                           |  |  |                                               |  |
|                                             |                   | Marino Francesco I Caracciolo, VII principe di Avellino | Giulia d'Avalos d'Aquino d'Aragona            |  |  |       |  |  |                           |  |  |                                               |  |
| Maria Teresa Caracciolo di Avellino         |                   | Marino Francesco I Caracciolo, VII principe di Avellino |                                               |  |  |       |  |  |                           |  |  |                                               |  |
|                                             |                   | Maria Antonia Carafa di Maddaloni                       | Carlo Carafa di Maddaloni                     |  |  |       |  |  |                           |  |  |                                               |  |
|                                             |                   | Maria Antonia Carafa di Maddaloni                       | Carlo Carafa di Maddaloni                     |  |  |       |  |  |                           |  |  |                                               |  |
|                                             |                   | Maria Antonia Carafa di Maddaloni                       | Teresa Carlotta Colonna                       |  |  |       |  |  |                           |  |  |                                               |  |
| Domenico III Orsini d'Aragona               |                   | Maria Antonia Carafa di Maddaloni                       |                                               |  |  |       |  |  |                           |  |  |                                               |  |
|                                             | Nicola Caracciolo | Giuseppe Caracciolo                                     |                                               |  |  |       |  |  |                           |  |  |                                               |  |
|                                             | Nicola Caracciolo | Giuseppe Caracciolo                                     |                                               |  |  |       |  |  |                           |  |  |                                               |  |
|                                             | Nicola Caracciolo | Francesca Caracciolo di Avellino                        |                                               |  |  |       |  |  |                           |  |  |                                               |  |
| Giuseppe Caracciolo, VI principe di Torella | Nicola Caracciolo |                                                         |                                               |  |  |       |  |  |                           |  |  |                                               |  |
|                                             |                   | Faustina de Cárdenas                                    | Alfonso IV de Cárdenas                        |  |  |       |  |  |                           |  |  |                                               |  |
|                                             |                   | Faustina de Cárdenas                                    | Alfonso IV de Cárdenas                        |  |  |       |  |  |                           |  |  |                                               |  |
|                                             |                   | Faustina de Cárdenas                                    | Caterina Pignatelli                           |  |  |       |  |  |                           |  |  |                                               |  |
| Faustina Caracciolo di Torella              |                   | Faustina de Cárdenas                                    |                                               |  |  |       |  |  |                           |  |  |                                               |  |
|                                             |                   | Giuseppe de Alarcon                                     | ?                                             |  |  |       |  |  |                           |  |  |                                               |  |
|                                             |                   | Giuseppe de Alarcon                                     | ?                                             |  |  |       |  |  |                           |  |  |                                               |  |
|                                             |                   | Giuseppe de Alarcon                                     | ?                                             |  |  |       |  |  |                           |  |  |                                               |  |
| Beatrice de Alarcon                         |                   | Giuseppe de Alarcon                                     |                                               |  |  |       |  |  |                           |  |  |                                               |  |
|                                             |                   | Emanuela de Mendoza                                     | Ferdinando IX de Mendoza                      |  |  |       |  |  |                           |  |  |                                               |  |
|                                             |                   | Emanuela de Mendoza                                     | Ferdinando IX de Mendoza                      |  |  |       |  |  |                           |  |  |                                               |  |
|                                             |                   | Emanuela de Mendoza                                     | Beatrice Milano                               |  |  |       |  |  |                           |  |  |                                               |  |
|                                             |                   | Emanuela de Mendoza                                     |                                               |  |  |       |  |  |                           |  |  |                                               |  |